# Helochara
Helochara är ett släkte av insekter. Helochara ingår i familjen dvärgstritar.
Kladogram enligt Catalogue of Life:
| Helochara | \| \| Helochara communis \| \| \| \| \| \| Helochara delta \| \| \| \| \| \| Helochara deltoides \| \| \| \| \| \| Helochara forceps \| \| \| \| \| \| Helochara inflatoseta \| \| \| \| \| \| Helochara mexicana \| \| \| \| |
|           | \| \| Helochara communis \| \| \| \| \| \| Helochara delta \| \| \| \| \| \| Helochara deltoides \| \| \| \| \| \| Helochara forceps \| \| \| \| \| \| Helochara inflatoseta \| \| \| \| \| \| Helochara mexicana \| \| \| \| |
|           | Helochara communis |
|           | |
|           | Helochara delta |
|           | |
|           | Helochara deltoides |
|           | |
|           | Helochara forceps |
|           | |
|           | Helochara inflatoseta |
|           | |
|           | Helochara mexicana |
|           | |